# EA-37B (航空機)
EA-37B コンパスコール
- 用途：電子戦機
- 製造者：　
  - ガルフストリーム・エアロスペース (機体)
  - L3ハリス・テクノロジーズ (システム統合)
  - BAEシステムズ (ミッションシステム)
- 運用者： アメリカ合衆国(アメリカ空軍)
- 初飛行：2021年10月
- 運用開始：2024年8月23日
- 運用状況：試験運用中
- 原型機：ガルフストリーム G550

EA-37Bは、ガルフストリーム G550をベースにした電子戦機。2023年11月、EC-130Hのコンパスコール（Compass Call）という愛称を引き継ぎ、また正式名称もEC-37BからEA-37Bへ変更された。

## 設計
外見上は、同じくG550をベースにしたG550 CAEWとよく似ており、実質的に、そのミッションシステム（Prime Mission Equipment: PME）を早期警戒レーダー（EL/W-2085）から電子攻撃用装備に変更した機体といえる。機体形状が同じであるため風洞試験などはやり直す必要はないが、重量配分などは変わってくるため、型式承認のための追加試験は必要となっている。

## 装備
本機は、アメリカ合衆国国防総省が有する唯一のフルスペクトラム対応スタンドオフ・ジャマーとして、敵防空網制圧において重要な役割を担っている。
EA-37Bの最初の5機（2017年度から2020年度の発注）は、EC-130Hの装備を基に機体にあわせて再配置したPMEを搭載しており、「コンパスコール・リホスト」と称される。コンパスコール・システムの形態管理の面では、EC-130Hのものと同じくベースライン3と称されており、レイセオンのALQ-173(V)ブリンク（点滅）ジャマー、ALQ-179ハイバンドRFジャマー、ALQ-198ローバンドRFジャマーなどが移植される。
一方、2023年度に発注された6号機は、新開発のベースライン4と呼ばれるPMEを搭載し、1-5号機にもバックフィットされることになっている。これはBAEシステムズにより、SABER（Small Adaptive Bank of Electronic Recources: 電子リソース小型適応バンク）技術を導入して開発されており、オープンアーキテクチャ化されたソフトウェア無線を中核とすることで、新たな脅威に対しても、ハードウェアの交換なしにソフトウェアの更新によって対応できるオープンシステムとされている。

## 諸元・性能
出典: Air Combat Command 2023
諸元
- 乗員: 13名（フライト・クルー4名＋ミッションクルー9名）[1]
- 全長: 29.4 m
- 全高: 7.9 m （25 ft 10 in）
- 翼幅: 28.5 m（93 ft 6 in）
- 空虚重量: 48,300 lb (21,900 kg)
- 最大離陸重量: 91,000 lb (41,000 kg)
- 動力: ロールス・ロイス BR700 C4-11 ターボファン、21,900 kgf (215 kN)   × 2

性能
- 最大速度: 1,003 km/h （マッハ0.82）
- 航続距離: 4,410 nmi (8,170 km)
- 実用上昇限度: 45,000 ft (14,000 m)

## 運用史
アメリカ空軍ではもともと10機の購入を予定していたが、2023年度には6機への削減が決定された。2024年8月23日、まず3号機（19-5591）がデビスモンサン空軍基地に到着して航空戦闘軍団（ACC）に引き渡され、第55航空団の第55電子戦闘航空群 (55ECG) に配備された。2026年度に初期作戦能力（IOC）を達成する計画である。
またイタリア空軍も、既にG550 CAEWを導入していることもあって本機の導入を計画しており、2024年10月7日にはアメリカ合衆国国務省により対外有償軍事援助（FMS）を通じての売却が承認され、2025年7月21日に正式に2機を発注した。